# Privoxy
Privoxy est un serveur mandataire pour le protocole HTTP, souvent utilisé en combinaison avec Tor, et Squid. Privoxy est un proxy web avec des capacités de filtrage avancées de protection de la vie privée, filtrant le contenu des pages Web, gérant les cookies, contrôlant l'accès, supprimant les publicités, fenêtres intempestives, etc. Il supporte à la fois les systèmes seuls et les réseaux multi-utilisateurs.
Privoxy est basé sur Internet Junkbuster et diffusé sous GNU GPL version 2. Il fonctionne sous Linux, Windows, Mac OS X, AmigaOS, BeOS et la plupart des clones d'UNIX.